# Arabineura khalidi
Arabineura khalidi е вид насекомо от семейство Protoneuridae. Видът е световно застрашен, със статут Уязвим.

## Разпространение
Разпространен е в Обединени арабски емирства и Оман.